# Seznam českých hráčů v KHL v sezóně 2023/2024
Toto je seznam hráčů Česka v sezóně 2023/2024 KHL a jejich hráčské statistiky.

## Seznam klubů a českých hráčů
| Klub                       | Hráč                             | Link             |
| Bobrovova divize           | Bobrovova divize                 | Bobrovova divize |
| -------------------------- | -------------------------------- | ---------------- |
| SKA Petrohrad              | nikdo                            | Zde              |
| HK Soči                    | nikdo                            | Zde              |
| HK Spartak Moskva          | nikdo                            | Zde              |
| Torpedo Nižnij Novgorod    | nikdo                            | Zde              |
| HK Viťaz Moskevská oblast  | nikdo                            | Zde              |
| Tarasovova divize          |                                  |                  |
| CSKA Moskva                | nikdo                            | Zde              |
| HK Dinamo Minsk            | nikdo                            | Zde              |
| HK Dynamo Moskva           | nikdo                            | Zde              |
| HC Rudá hvězda Kunlun      | nikdo                            | Zde              |
| Lokomotiv Jaroslavl        | nikdo                            | Zde              |
| Severstal Čerepovec        | nikdo                            | Zde              |
| Charlamovova divize        |                                  |                  |
| Ak Bars Kazaň              | Dmitrij Jaškin                   | Zde              |
| Avtomobilist Jekatěrinburg | nikdo                            | Zde              |
| HK Lada Toljatti           | nikdo                            | Zde              |
| Metallurg Magnitogorsk     | nikdo                            | Zde              |
| CHK Neftěchimik Nižněkamsk | Lukáš Klok                       | Zde              |
| Traktor Čeljabinsk         | nikdo                            | Zde              |
| Černyšovova divize         |                                  |                  |
| Admiral Vladivostok        | Libor Šulák                      | Zde              |
| Amur Chabarovsk            | nikdo                            | Zde              |
| Avangard Omsk              | nikdo                            | Zde              |
| Barys Astana               | David Sklenička • Rudolf Červený | Zde              |
| Salavat Julajev Ufa        | nikdo                            | Zde              |
| HK Sibir Novosibirsk       | nikdo                            | Zde              |

## Základní část
| Tým                        | Hráč            | Post | Počet zápasů | Branky | Asistence | Body | Poznámka | Statistiky v KHL |
| -------------------------- | --------------- | ---- | ------------ | ------ | --------- | ---- | -------- | ---------------- |
| Barys Astana               | David Sklenička | D    | 62           | 8      | 25        | 33   |          |                  |
| Ak Bars Kazaň              | Dmitrij Jaškin  | RW/C | 36           | 18     | 6         | 24   |          |                  |
| Avangard Omsk              | Libor Šulák     | D    | 31           | 4      | 8         | 12   |          |                  |
| Admiral Vladivostok        | Libor Šulák     | D    | 28           | 5      | 4         | 9    |          |                  |
| celkem                     | Libor Šulák     | D    | 59           | 9      | 12        | 21   |          |                  |
| CHK Neftěchimik Nižněkamsk | Lukáš Klok      | D    | 61           | 3      | 18        | 21   |          |                  |
| Barys Astana               | Rudolf Červený  | W/C  | 49           | 4      | 5         | 9    |          |                  |

## Play-off
| Tým           | Hráč           | Post | Počet zápasů | Branky | Asistence | Body | Poznámka | Statistiky v KHL |
| ------------- | -------------- | ---- | ------------ | ------ | --------- | ---- | -------- | ---------------- |
| Ak Bars Kazaň | Dmitrij Jaškin | RW/C | 4            | 1      | 1         | 2    |          |                  |

## Celkem
| Tým                        | Hráč            | Post | Počet zápasů | Branky | Asistence | Body | Poznámka | Statistiky v KHL |
| -------------------------- | --------------- | ---- | ------------ | ------ | --------- | ---- | -------- | ---------------- |
| Barys Astana               | David Sklenička | D    | 62           | 8      | 25        | 33   |          |                  |
| Ak Bars Kazaň              | Dmitrij Jaškin  | RW/C | 40           | 19     | 5         | 26   |          |                  |
| Avangard Omsk              | Libor Šulák     | D    | 31           | 4      | 8         | 12   |          |                  |
| Admiral Vladivostok        | Libor Šulák     | D    | 28           | 5      | 4         | 9    |          |                  |
| celkem                     | Libor Šulák     | D    | 59           | 9      | 12        | 21   |          |                  |
| CHK Neftěchimik Nižněkamsk | Lukáš Klok      | D    | 61           | 3      | 18        | 21   |          |                  |
| Barys Astana               | Rudolf Červený  | W/C  | 49           | 4      | 5         | 9    |          |                  |